# FK Angren
El FK Angren (en uzbeko: Angren futbol klubi, en ruso: Футбольный клуб «Ангрен», Futbolnyj Kłub "Angrien) es un equipo de fútbol de Uzbekistán que juega en la Segunda Liga de Uzbekistán, la tercera división de fútbol en el país.

## Historia
Fue fundado en el año 1985 en la ciudad de Angren con el nombre Shaxtyor y es el equipo que representa a la compañía minera de carbón de la ciudad.
Han cambiado de nombre en varias ocasiones, las cuales han sido:
- 1985-1990: Shaxtyor Angren (en ruso: «Шахтёр» Ангрен)
- 1991-1996: Kontchi Angren (en ruso: «Кончи» Ангрен)
- 1997-2001: Semurg Angren (en ruso: «Семург» Ангрен)
- 2002-: FK Angren (en ruso: ФК «Ангрен»)

En 1986 debuta en la zona 7 de la Segunda Liga Soviética, pero un año más tarde desciende a los niveles aficionados de la desaparecida Unión Soviética. En 1990 regresa a la Segunda Liga Soviética, pero a la zona 9.
Ya como parte de Uzbekistán logró el ascenso a la Liga de fútbol de Uzbekistán en 1999 como campeón de la Primera Liga de Uzbekistán, permaneciendo en la máxima categoría por dos temporadas hasta que terminó en último lugar en el año 2001.

## Palmarés
- Primera Liga de Uzbekistán: 1

1999

## Jugadores

### Jugadores destacados
| - Asliddin Habibulloev - Islom Inomov - Anvar Norkulov - Eldor Qosimov - Rustam Qurbonboev - Ilyos Qurbonov | - Nematullo Quttiboev - Shavkat Raimqulov - Fahritdin Sharipov - Botir Sultonov - Aleksandr Volkov |